# Introducción a la psicología analítica
Psicología analítica. Notas del seminario impartido en 1925 (en inglés Analytical Psychology: Notes of the Seminar Given in 1925 (1989), reeditado como Introduction to Jungian psychology: notes on the seminar on analytical psychology given in 1925 (2012)) incluye una serie de conferencias en inglés presentadas en el Club Psicológico de Zúrich por el psiquiatra y psicólogo Carl Gustav Jung. Forman parte de su Obra completa, sección B. Seminarios.

## Contenido
El texto posteriormente editado, tanto la edición íntegra en inglés de 1989 de las Bollingen Series como la de 2012 de las Philemon Series, se corresponde a la transcripción original preparada por Cary F. de Angulo y emitida privadamente en forma multigrafiada por "los miembros de la clase" en 1926.
En 1925, mientras transcribía y pintaba en su Libro rojo, C. G. Jung presentó una serie de seminarios en inglés en el Club Psicológico de Zúrich en los que habló por primera vez en público sobre sus tempranas experiencias espirituales, su encuentro con Freud, la génesis de su psicología y la autoexperimentación que él denominó su "confrontación con lo inconsciente", describiendo en detalle una serie de sueños y fantasías fundamentales.
A continuación, presentó un panorama introductorio de sus ideas sobre tipología psicológica y los arquetipos de lo inconsciente colectivo, ilustrado con material casuístico y debates en torno al arte contemporáneo. Se centró en particular en los elementos contrasexuales de la personalidad, el ánima y el ánimus, que discutió con los participantes a través de análisis psicológicos de novelas populares, como She de H. Rider Haggard.
Las notas de estos seminarios conforman el único relato autobiográfico publicado fiable de Jung y el informe más claro e importante del desarrollo de su trabajo.

## Índice
Para la tabla de contenidos véase referencia.

## Edición en castellano
- Jung, Carl Gustav (2017). Introducción a la psicología analítica. Edición revisada de Sonu Shamdasani, traducción de Francisco Campillo Ruiz, rústica, 256 páginas. Madrid: Editorial Trotta. ISBN 978-84-9879-687-2.

- Datos: Q19776522